# Nikolaus Joseph von Jacquin

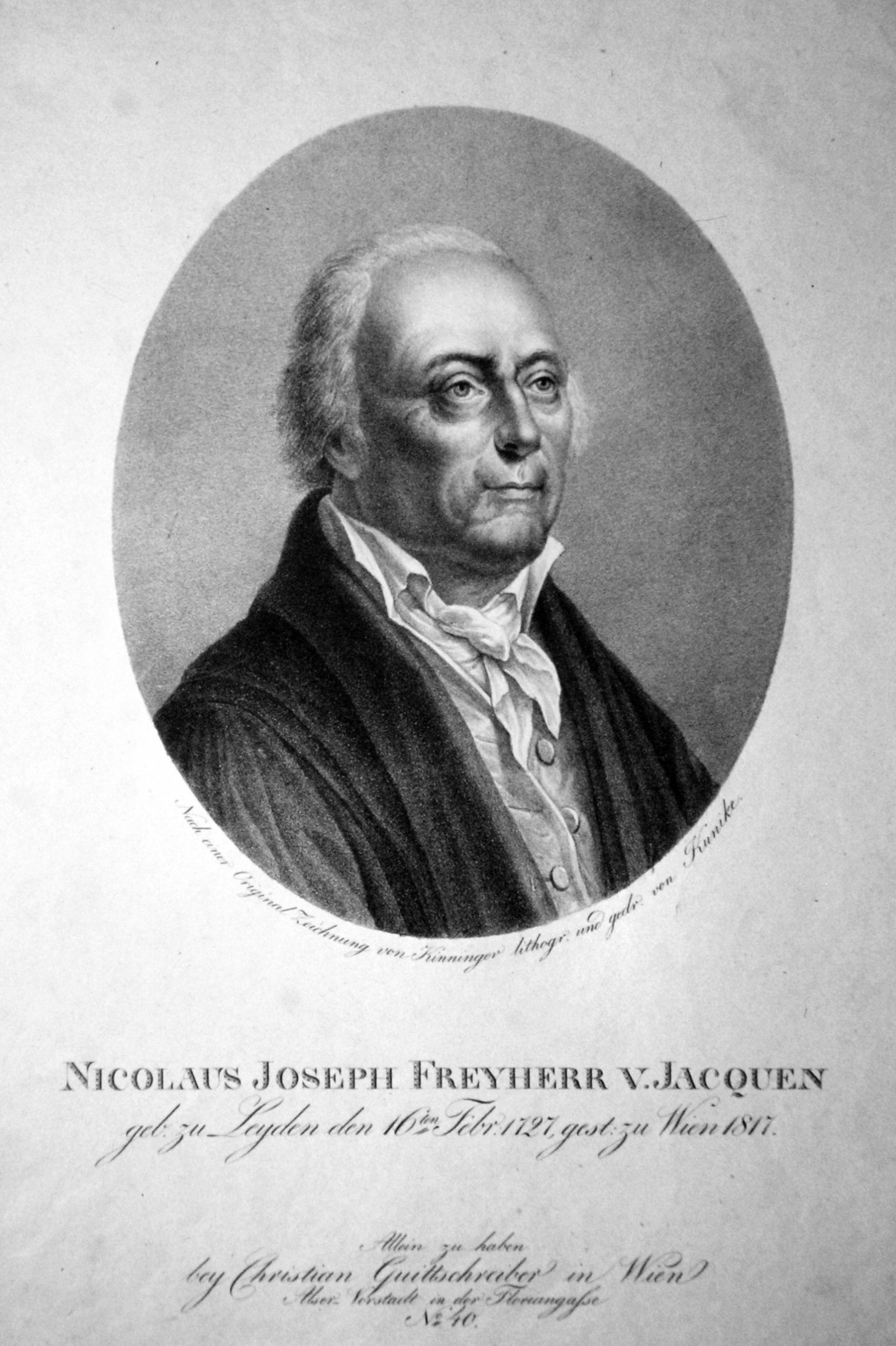
Nikolaus Joseph Freiherr von Jacquin, Lithographie von Adolf Kunike, um 1820

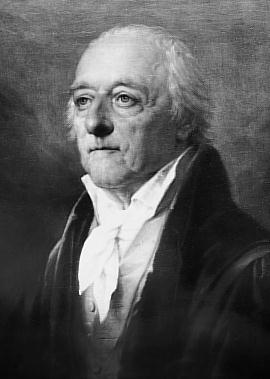
Nikolaus Joseph Freiherr von Jacquin, Gemälde von Heinrich Friedrich Füger

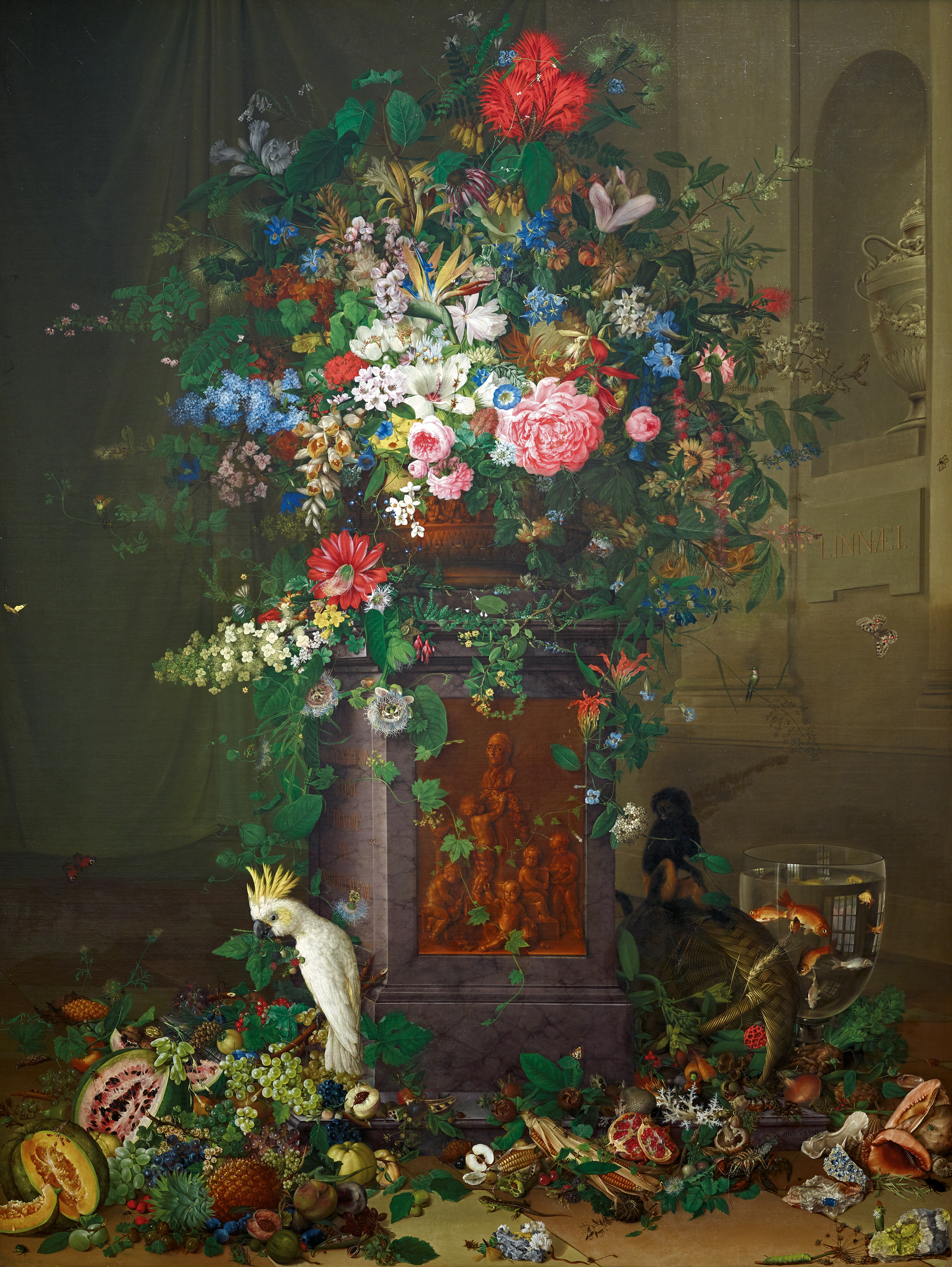
Johann Knapp: Huldigung an Jacquin ("Jacquins Denkmal"), 1821–1822, Belvedere, Wien

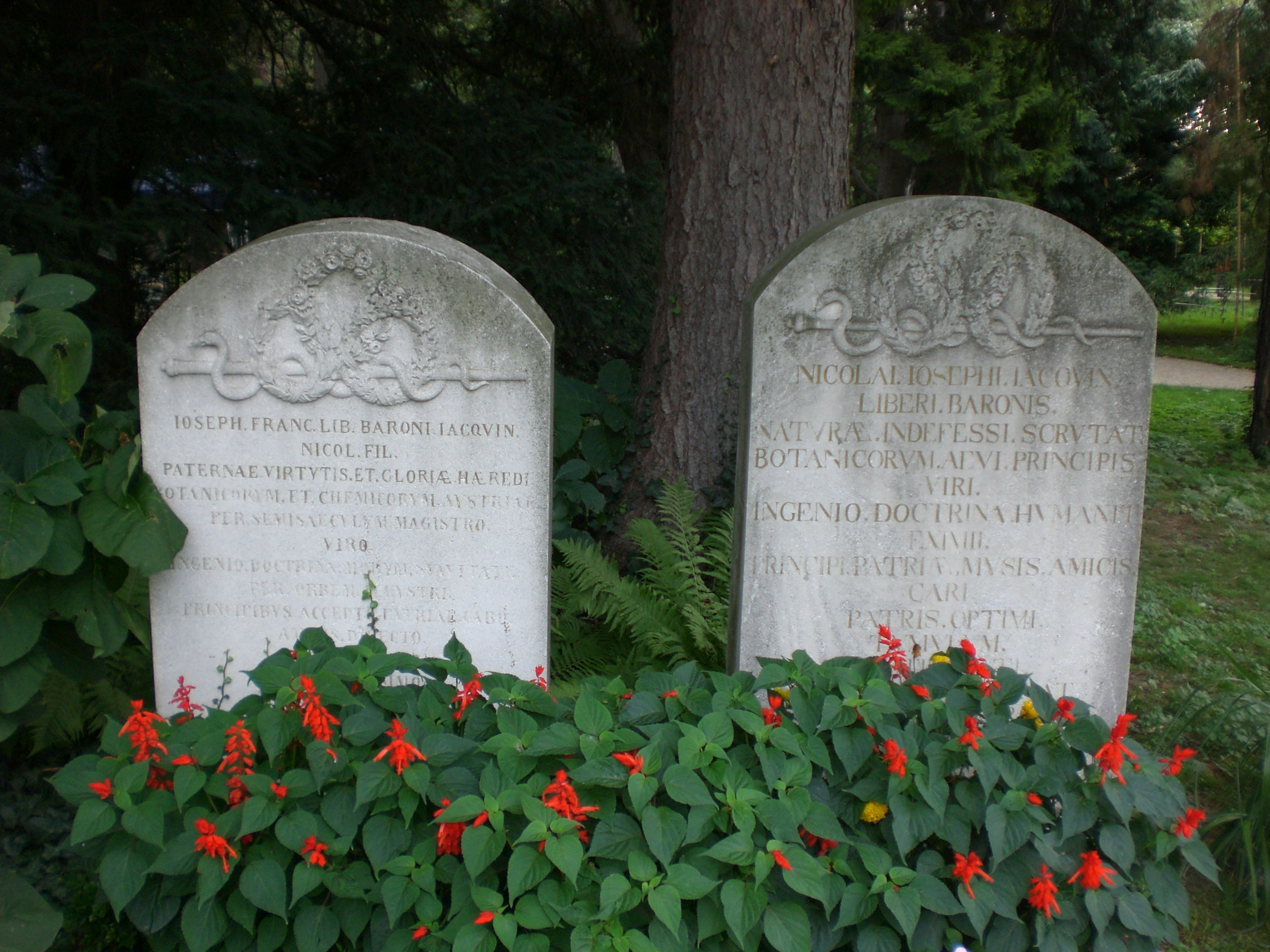
Gedenktafeln für Joseph Franz und Nikolaus Joseph von Jacquin im Botanischen Garten der Universität Wien (ursprünglich Grabsteine im Matzleinsdorfer Friedhof)

Nikolaus Joseph Freiherr von Jacquin, auch Nicolaus oder Nicolaas, ab 1774 Edler von, ab 1806 Freiherr von (* 16. Februar 1727 in Leiden, Vereinigte Niederlande; † 26. Oktober 1817 in Wien, Kaisertum Österreich) war ein französisch-niederländischstämmiger, habsburgisch-österreichischer Botaniker und Chemiker. Er praktizierte ab 1752 in Wien als Arzt. Sein offizielles botanisches Autorenkürzel lautet „Jacq.“

## Leben
Nikolaus Joseph von Jacquin bereiste von 1754 bis 1759 Westindien, um dort neue Pflanzen für die kaiserlichen Gärten zu Wien und Schloss Schönbrunn zu sammeln. Nach seiner Rückkehr war er von 1763 bis 1768 Professor der Chemie und Mineralogie, Metallurgie und Dokimastik in Schemnitz, ab 1769 Professor für Chemie und Botanik an der Universität Wien, zudem auch Direktor des Botanischen Gartens der Universität Wien und später der Kaiserlichen Gärten von Schloss Schönbrunn. Er führte experimentelle Methoden in die Chemie ein und war maßgeblich an der Einführung des Ordnungssystems von Linné im Gebiet der Habsburgermonarchie beteiligt. Er trat 1797 in den Ruhestand, wurde 1806 in den Freiherrenstand erhoben und erhielt den Stephansorden. Seine Tochter Franziska war Klavierschülerin Mozarts, der ihr sein Kegelstatt-Trio widmete.
Zu Ehren von Jacquin wurde nach seinem Tode von der Wiener Universität ein Gemälde in Auftrag gegeben. Der Wiener Blumenmaler Johann Knapp schuf die Huldigung an Jacquin (1821/22), ein außergewöhnliches Bild, auf dem in botanisch exakter Weise Pflanzen dargestellt sind, die von Jacquin beschrieben wurden (Wien, Österreichische Galerie).
Er liegt auf dem katholischen Friedhof Wien Matzleinsdorf (heute: Waldmüllerpark) begraben. Im Jahr 1875 wurde in Wien-Landstraße (3. Bezirk) die Jacquingasse nach ihm benannt.
Er heiratete Catharina Schreibers († 1791), eine Tochter des k.k. Regierungsrats Johann Heinrich Schreibers und Tante des Karl Franz Anton von Schreibers. Das Paar hatte zwei Söhne und eine Tochter:
- Franziska (* 10. Oktober 1769; † 12. August 1850), Pianistin ⚭ 1792 Leopold von Lagusius († 24. April 1828), Hofsekretär[3]
- Joseph Franz (1766–1839), Professor der Botanik ⚭ Maria Barbara (Babette) von Natorp (1769–1844), Pianistin, Mozart-Schülerin
- (Emilian) Gottfried (1767–1792), Komponist

## Leistung
Nikolaus Joseph Freiherr von Jacquin ist Erstbeschreiber vieler Pflanzen, Pilze und Tiere. In der Botanik und Mykologie wird sein Name mit „Jacq.“, in der Zoologie mit „Jacquin“ abgekürzt.

## Nach Jacquin benannte Taxa
Eine Gattung der Theophrastaceae ist nach ihm Jacquinia L.  benannt; eine Gattung der Orchidaceae ist nach ihm Jacquiniella Schltr. benannt. Außerdem trägt der Berg-Spitzkiel (Oxytropis jacquinii Bunge) seinen Namen. Laut IPNI tragen 65 Species die Eponyme jacquiniana, jacquinianum oder jacquinianus.

## Ehrungen
1786 wurde er auswärtiges und 1812 Ehrenmitglied der Preußischen Akademie der Wissenschaften.
Seit 1780 war er auch Ehrenmitglied der Russischen Akademie der Wissenschaften in Sankt Petersburg. 1806 wurde er zum Ehrenmitglied der Kaiserlichen Gesellschaft der Naturforscher zu Moskau gewählt. In die Académie des sciences in Paris wurde er 1804 als korrespondierendes Mitglied aufgenommen. 1807 wurde er zum auswärtigen Mitglied der Bayerischen Akademie der Wissenschaften gewählt. Die Königlich Niederländische Akademie der Wissenschaften nahm ihn 1809 als korrespondierendes Mitglied auf.
In seinem Todesjahr 1817 wurde eine Gedenkmedaille, Bronze, 65 mm, von Joseph Daniel Böhm angefertigt. Literatur: Brettauer 555.
Im Jahr 1905 wurde im Arkadenhof der Universität Wien ihm zu Ehren eine Büste von Leopold Schrödl enthüllt.
Am 23. Februar 2011 wurde in Österreich eine 20 €-Münze zu Ehren des Forschers ausgegeben. Der Feingehalt des Silbers beträgt 900 Tausendstel und der Durchmesser der Münze 34 Millimeter.

## Schriften
- Flora austriaca (Wien 1773–78, mehrere Bände, mit 450 kolorierten Tafeln)
- Selectarum stirpium americanum historia (Wien, 1763 u. 1780, mit 264 kolorierten Tafeln)
- Observationes botanicae (Wien, 1764, 4 Bände mit 100 Tafeln)
- Icones plantarum rariorum (Wien, 1781–1793, 3 Bände mit 648 kolorierten Tafeln); online
- Anfangsgründe der medicinisch-practischen Chymie: Zum Gebrauche seiner Vorlesungen (Wien, 1783) Digitalisierte Ausgabe der Universitäts- und Landesbibliothek Düsseldorf
- Nikolaus Joseph Edlen von Jacquin's Anfangsgründe der medicinisch-practischen Chymie : zum Gebrauche seiner Vorlesungen. Wappler, Wien 2. Aufl. 1785 Digitalisierte Ausgabe der Universitäts- und Landesbibliothek Düsseldorf
- Collectanea ad botanicam, chemiam et historiam naturalem spectantia (Wien, 1786–96)
- Hortus botanicus Vindobonensis (1770–1776, 5 Bände, 300 Bildtafeln)
- Plantarum rariorum Horti caesarei Schoenbrunnensis descriptiones et icones (1797–1804, 4 Bände mit 500 Tafeln)